# Eremophila serrulata
Ái sa lá răng (danh pháp hai phần: Eremophila serrulata) là một loài thực vật có hoa trong họ Huyền sâm. Loài này được (A.DC.) Druce mô tả khoa học đầu tiên năm 1916 publ. 1917.